# Jayena (kommunhuvudort)
Jayena är en kommunhuvudort i Spanien.   Den ligger i provinsen Provincia de Granada och regionen Andalusien, i den södra delen av landet, 400 km söder om huvudstaden Madrid. Jayena ligger 914 meter över havet och antalet invånare är 1 241.
Terrängen runt Jayena är huvudsakligen kuperad. Jayena ligger nere i en dal. Runt Jayena är det glesbefolkat, med 16 invånare per kvadratkilometer. Närmaste större samhälle är Alhama de Granada, 16,1 km väster om Jayena. 